# Instituto Alan Turing
El Instituto Alan Turing es el instituto nacional de ciencia de datos e Inteligencia artificial del Reino Unido, fundado en el año 2015. Y nombrado en honor a Alan Turing, el matemático y pionero de la computación británica.

## Dirigencia
El Instituto Alan Turing es una organización privada, que opera sin ánimo de lucro. Es una iniciativa conjunta entre las universidades: Universidad de Cambridge, Universidad de Edimburgo, Universidad de Oxford, University College de Londres (UCL) y Universidad de Warwick, seleccionados sobre la base de revisión por pares internacionales. En 2018, el instituto fue acompañado por otros ocho socios de las universidades: Universidad Queen Mary, Universidad de Leeds, Universidad de Mánchester, Universidad de Newcastle, Universidad de Southampton, Universidad de Birmingham, Universidad de Exeter y Universidad de Brístol. El Consejo de Investigación en Ingeniería y Ciencias Físicas (EPSRC, por su sigla en inglés), el principal financiador del instituto, es también un miembro de la joint venture. La responsabilidad primaria para el establecimiento del instituto Alan Turing, ha sido asignada a la EPSRC, con un compromiso continuo en la conformación del Instituto desde el Departamento de Negocios, Energía y Estrategia Industrial (BEIS) y la Oficina del Gobierno para la Ciencia. El director del instituto Howard Covington fue nombrado en junio de 2015, como Director ejecutivo nombrado en el año 2018 hasta 2023, fue Sir Adrian Smith. Jean Innes es la directora general del instituto desde julio de 2023.

## Ubicación

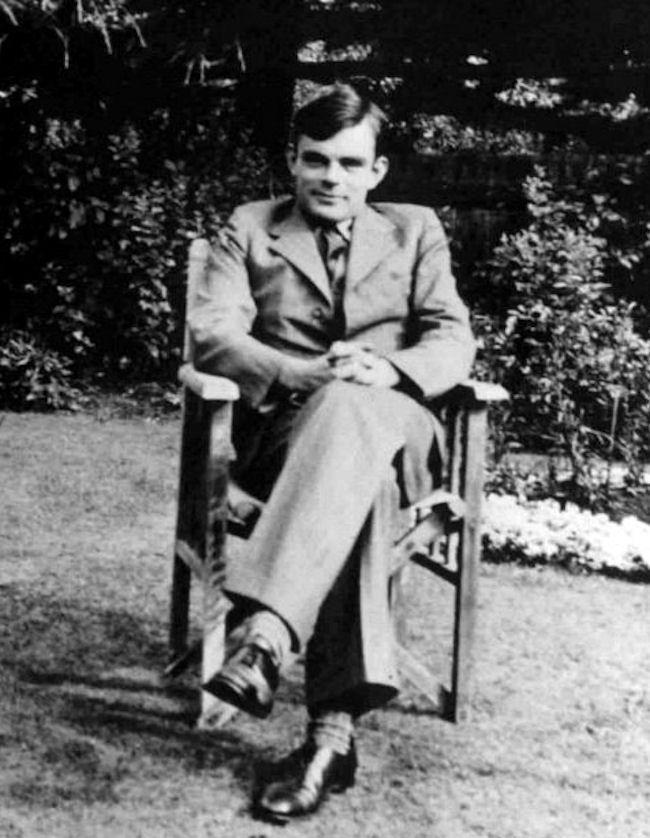
El Instituto es nombrado en honor de Alan Turing, considerado como el padre de las Ciencias de la computación

Simultáneamente con la selección de su fundador, las universidades, el EPSRC inició un proceso para encontrar una ubicación. El lugar seleccionado fue la Biblioteca Británica de Londres. Anuncio por parte del ministro de Hacienda, del 4 de diciembre de 2014, como parte clave del Conocimiento Trimestre. El instituto Alan Turing se encuentra dentro del actual edificio de la Biblioteca Británica, y se prevé que ocupará un nuevo local en un desarrollo planificado entre el Instituto Francis Crick y la misma Biblioteca.

## Origen e historia
El Instituto Alan Turing es el producto indirecto de una carta del Consejo de Ciencia y Tecnología (CST) para el Primer Ministro del reino unido (7 de junio de 2013), que describe la "Edad de Algoritmos". La carta presenta que "El Gobierno, en colaboración con las universidades y la industria, debe crear un Centro Nacional para promover la investigación avanzada y de traslación de trabajo en los algoritmos y la aplicación de la ciencia de datos".
El financiamiento para la creación del Instituto provino de £600 millones libras de la inversión para el '8 Grandes Tecnologías', y específicamente del llamado 'big data', señalado por el Gobierno del reino unido en 2013 y anunciado por George Osborne, ministro de Hacienda, en el Presupuesto 2014. El grueso de la inversión en 'big data' se ha dirigido a la infraestructura de cómputo. Del resto, £42m ha sido asignado al Instituto para cubrir el período inicial de cinco años de su funcionamiento. Las cinco universidades fundadoras han contribuido con £5m para el Instituto. La financiación adicional de la industria, las fundaciones y órganos de gobierno ya se ha indicado.
El Instituto Alan Turing encaja en un complejo paisaje organizativo que incluye el Open Data Institute, el Digital de la Catapulta y las inversiones en infraestructura. El papel específico del Instituto será la de proporcionar la experiencia y la investigación fundamental en las matemáticas y los algoritmos necesarios para resolver problemas del mundo real.